# آدم هاريس (منافس ألعاب قوى)
آدم هاريس (بالإنجليزية: Adam Harris) هو منافس ألعاب قوى غياني، ولد في 21 يوليو 1987 في ويتون في الولايات المتحدة.

## وصلات خارجية
- آدم هاريس على موقع الاتحاد الدولي لألعاب القوى (الإنجليزية)
- آدم هاريس على موقع اللجنة الأولمبية الدولية (الإنجليزية)
- آدم هاريس على موقع أوليمبيديا (الإنجليزية)
- آدم هاريس على موقع اتحاد ألعاب الكومنولث (مؤرشف) (الإنجليزية)